# كعتر أحمر

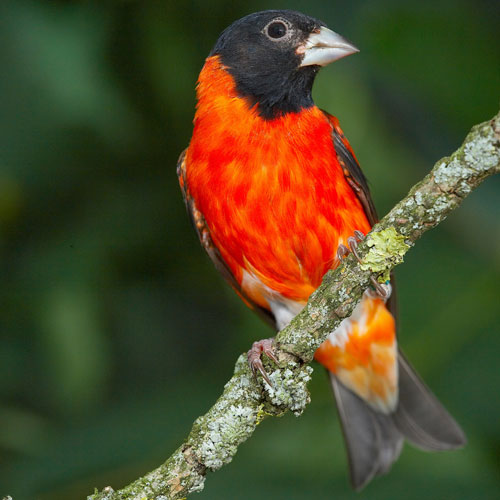

كُعْتُر أحمر  أو كُعْتُر قنبري (الاسم العلمي: Carduelis cucullata) (بالإنجليزية: Red Siskin)‏، هو طائر ينتمي إلى (فصيلة: Fringillidae).